# Tenreki
Tenreki (Tenrecinae) – podrodzina ssaków z rodziny tenrekowatych (Tenrecidae).

## Występowanie
Podrodzina obejmuje gatunki występujące na Madagaskarze.

## Podział systematyczny
Do podrodziny należą następujące rodzaje:
- Echinops Martin, 1838 – tenreczynek – jedynym przedstawicielem jest Echinops telfairi Martin, 1838 – tenreczynek jeżowaty
- Setifer Froriep, 1806 – jeżokret – jedynym przedstawicielem jest Setifer setosus (Schreber, 1778) – jeżokret kłujący
- Tenrec Lacépède, 1799 – tenrek – jedynym przedstawicielem jest Tenrec ecaudatus (Schreber, 1778) – tenrek zwyczajny
- Hemicentetes Mivart, 1871 – tenrekowiec